# Малая Орша
Малая Орша (мар. Изи Ӧрша) — деревня в Оршанском районе Республики Марий Эл. Входит в состав Марковского сельского поселения.

## География
Находится в северной части республики Марий Эл на расстоянии приблизительно 1 км по прямой на юго-запад от районного центра посёлка Оршанка.

## История
Известна с 1891 года как «выселок при речке Орше» (деревня Малая Орша), в котором было 10 русских дворов, где проживают 59 человек, и 12 марийских, где проживают 51 человек. В северной части селения проживали русские, в южной — марийцы. В 1925 году здесь насчитывалось 314 мари, 99 русских, в 1958 году 282 человека. В 2003 году отмечено 69 домов. В советское время работали колхозы «Первое мая», «У илыш», «За мир», позднее ООО «Сайма».

## Население
Население составляло 177 человек (мари 72 %) в 2002 году, 171 в 2010.